# Колби, Элбридж
Элбридж Колби (англ. Elbridge A. Colby; род. 30 декабря 1979) — американский специалист по политике национальной безопасности, который занимал должность заместителя помощника министра обороны по стратегии и развитию сил с 2017 по 2018 год во время администрации Трампа. Он сыграл ключевую роль в разработке Стратегии национальной обороны США 2018 года, которая, среди прочего, сместила фокус Министерства обороны США на проблемы, вызванные ростом Китая.
В июне 2018 года Колби был назначен директором оборонной программы в Центре новой американской безопасности (CNAS). В 2019 году он стал соучредителем The Marathon Initiative вместе с Уэссом Митчеллом. В декабре 2024 года избранный президент Трамп выдвинул Колби на должность заместителя министра обороны по политике.

## Биография

### Образование и начало карьеры
Колби окончил Гарвардский колледж в 2002 году и Юридическую школу Йельского университета в 2009 году. Его ранняя карьера включала более пяти лет службы в Министерстве обороны, Государственном департаменте и в разведывательном сообществе, включая период службы в Коалиционной временной администрации в Ираке в 2003 году Колби также служил в Управлении директора Национальной разведки в 2005—2006 годах.
С 2010 по 2013 год Колби работал аналитиком в CNA, финансируемой из федерального бюджета некоммерческой исследовательской и аналитической организации. С 2014 по 2017 год Колби был стипендиатом Роберта М. Гейтса в Центре новой американской безопасности. В 2015 году Колби рассматривался на высшую должность в президентской кампании Джеба Буша 2016 года, но не был нанят после возражений «видных интервенционистских неоконсерваторов».

### Первая администрация Трампа
В мае 2017 года Колби был назначен заместителем помощника министра обороны по стратегии и развитию сил, на этой должности он проработал до 2018 года. На этой должности Колби отвечал за стратегию обороны, развитие сил и стратегический анализ политики министра обороны. Колби был основным представителем Министерства обороны при разработке Стратегии национальной безопасности 2017 года.
Будучи заместителем помощника министра, Колби был ведущим должностным лицом при разработке и внедрении стратегического руководства по планированию министерства, Национальной оборонной стратегии (NDS) 2018 года. В NDS утверждалось: «Межгосударственная стратегическая конкуренция, а не терроризм, в настоящее время является главной проблемой национальной безопасности США», и «главным вызовом процветанию и безопасности США является возрождение долгосрочной стратегической конкуренции», в первую очередь со стороны Китая и России. Идя дальше, Колби сказал, что «главным вызовом, стоящим перед министерством обороны и объединёнными силами, является эрозия военного преимущества США по отношению к Китаю и России».
Politico сообщил, что при переориентации американских оборонных ресурсов с Ближнего Востока на Китай Колби столкнулся со значительными бюрократическими распрями со стороны Центрального командования США и Объединённого штаба, но получил поддержку со стороны ВВС и ВМС.

### Вторая администрация Трампа
22 декабря 2024 года избранный президент Трамп назначил Колби на должность заместителя министра обороны по вопросам политики на свой второй срок на посту президента.